# Жмієвек-Влосцянський
Жмієвек-Влосцянський (пол. Żmijewek Włościański) — село в Польщі, у гміні Трошин Остроленцького повіту Мазовецького воєводства.
Населення — 21 особа (2011).
У 1975-1998 роках село належало до Остроленцького воєводства.

## Демографія
Демографічна структура станом на 31 березня 2011 року:
|          | Загалом | Допрацездатний вік | Працездатний вік | Постпрацездатний вік |
| -------- | ------- | ------------------ | ---------------- | -------------------- |
| Чоловіки | 11      | 4                  | 5                | 2                    |
| Жінки    | 10      | 2                  | 4                | 4                    |
| Разом    | 21      | 6                  | 9                | 6                    |